# Kumano-Go Hitoshi
Kumano-Go Hitoshi (japanisch 熊野郷仁志; * 4. Oktober 1935 in Arida, Präfektur Wakayama; † 24. August 1982) war ein japanischer Mathematiker, der sich vor allem mit partiellen Differentialgleichungen sowie Pseudodifferentialoperatoren und Fourier-Integraloperatoren beschäftigte.

## Leben
Kumano-Go absolvierte 1954 die Taikyu Senior High School. Im selben Jahr begann er ein Mathematik-Studium an der Universität Osaka, welches er 1958 abschloss. Danach besuchte er vier Jahre die Graduate School als Student und promovierte 1963 unter Mitio Nagumo mit der Arbeit On singular perturbation of linear partial differential equations with constant coefficient. 1964 wurde er Assistenzprofessor und 1967 außerordentlicher Professor. In den Jahren 1967 bis 1969 war er Gastwissenschaftler am Courant Institute of Mathematical Sciences of New York University in der USA. Zurück in Japan wurde er 1971 schließlich Professor. 
Seit der ersten Ausgabe der mathematischen Zeitschrift Communications in Partial Differential Equations war er Mitglied des Redaktionsausschusses und seit 1976 für Funkcialaj Ekvacioj. Er war zudem Editor für das Osaka Journal of Mathematics in den Jahren 1974 bis 1977. Im Mai 1981 wurde bei ihm ein Gehirntumor im Universitätsspital von Osaka diagnostiziert. Er verstarb am 24. August 1982.

## Forschung
Kumano-Go beschäftigte sich vor allem mit partiellen Differentialgleichungen, Pseudodifferentialoperatoren und Fourier-Integraloperatoren. Er lieferte auch wichtige Beiträge zur Theorie der singularen Integrale vom Calderόn-Zygmund-Typ. Er publizierte unter anderem mit Kurt O. Friedrichs, Peter D. Lax und Louis Nirenberg. Seine Forschungen über Pseudodifferentialoperatoren veröffentlichte er in einem japanischen Buch, welches ins Englische übersetzt wurde und unter dem Namen Pseudo-Differential Operators erschien. Des Weiteren veröffentlichte er ein Buch über partielle Differentialgleichungen auf Japanisch.

## Publikationen
Eine Liste seiner Publikationen findet sich hier:
- Hitoshi Kumano-go: 1935--1982